# Peter Eriksson (fotbollsspelare)
Bertil Peter "Erra" Eriksson, född 18 maj 1969, är en svensk före detta fotbollsspelare (mittfältare) i IFK Göteborg och BK Häcken. Han är son till fotbollsspelaren Per-Erik "Perra" Eriksson som också spelat i IFK Göteborg.

## Karriär
Eriksson var med under IFK Göteborgs storhetstid i början av 1990-talet, och fick under denna tid även spela en A-landskamp. Han debuterade i allsvenskan 1988 för IFK Göteborg i en match mot Malmö FF. 
Efter elitkarriären var Eriksson till 2007 spelande tränare i moderklubben Skepplanda BTK. Han har även varit ungdomslagstränare i IFK Göteborg. Mellan 2009 och 2011 var han spelande tränare i Myckleby IK på Orust i division 5 Bohuslän. Inför säsongen 2012 blev Eriksson tränare i division 6-klubben Älvängens IK. Han tränade klubben fram till 2019, då han efter säsongen ersattes av Niklas Tidstrand.